# Grande Boucle Féminine
Die Tour Cycliste Féminin bzw. Grande Boucle Féminine war ein französisches Etappenrennen im Straßenradsport der Frauen. Sie gehört zu den Vorgängern der heutigen Tour de France Femmes.

## Geschichte
Von 1984 bis 1989 hatte die Societé du Tour de France (heute ASO) im Rahmen der Tour de France auch ein Rennen für Frauen veranstaltet, die so genannte Tour de France féminin. Die Etappen dieses Rennens fanden an denselben Tagen wie die Tour der Männer statt, wobei die Frauen in der Regel die letzten 60 bis 80 Kilometer des Männer-Rennens bestritten. Ab 1990 wurde dieses Rennen mit der Tour de l’Avenir zusammengelegt, welche in jenen Jahren unter dem Namen Tour de la CEE lief. Letztere spielte sich außer in Frankreich noch in anderen Ländern ab und war in der öffentlichen Wahrnehmung deutlich weniger präsent.
Als Reaktion darauf riefen der Veranstalter Pierre Boué 1992 und die Rennfahrerin Jeannie Longo ein unabhängiges Rennen unter dem Namen Tour Cycliste Féminin ins Leben. Dessen Konzept orientierte sich wiederum an dem der vormaligen Tour de France féminin, war auf Frankreich zentriert und dauerte in der Regel zwei Wochen. Da die ASO die Rechte an dem Begriff Tour beanspruchte, änderte das Rennen seinen Namen ab 1999 in Grande Boucle Féminine, teilweise auch mit dem Zusatz Internationale. In den 2000ern geriet das Rennen in wirtschaftliche Schwierigkeiten. 2004 musste es ausfallen, 2005 kam es in reduzierter Form zurück, konnte aber nicht mehr zu seiner vorigen Bedeutung zurückfinden. 2009 fand die letzte Austragung statt. Ihren Platz nahm die Route de France Féminine ein.

## Palmarès
| Jahr | Erste                    | Zweite                   | Dritte                   |
| ---- | ------------------------ | ------------------------ | ------------------------ |
| 1992 | Leontien van Moorsel     | Jeannie Longo            | Heidi Van De Vijver      |
| 1993 | Leontien van Moorsel     | Marion Clignet           | Heidi Van De Vijver      |
| 1994 | Walentina Polchanowa     | Rasa Polikevičiūtė       | Cécile Odin              |
| 1995 | Fabiana Luperini         | Jeannie Longo            | Luzia Zberg              |
| 1996 | Fabiana Luperini         | Rasa Polikevičiūtė       | Jeannie Longo            |
| 1997 | Fabiana Luperini         | Barbara Heeb             | Linda Jackson            |
| 1998 | Edita Pučinskaitė        | Fabiana Luperini         | Alessandra Cappellotto   |
| 1999 | Diana Žiliūtė            | Walentina Polchanowa     | Edita Pučinskaitė        |
| 2000 | Joane Somarriba          | Edita Pučinskaitė        | Géraldine Loewenguth     |
| 2001 | Joane Somarriba          | Fabiana Luperini         | Judith Arndt             |
| 2002 | Sinaida Stahurskaja      | Susanne Ljungskog        | Joane Somarriba          |
| 2003 | Joane Somarriba          | Nicole Brändli           | Judith Arndt             |
| 2004 | Rennen nicht ausgetragen | Rennen nicht ausgetragen | Rennen nicht ausgetragen |
| 2005 | Priska Doppmann          | Edwige Pitel             | Christiane Soeder        |
| 2006 | Nicole Cooke             | Maryline Salvetat        | Tatjana Scharakowa       |
| 2007 | Nicole Cooke             | Priska Doppmann          | Emma Pooley              |
| 2008 | Christiane Soeder        | Karin Thürig             | Nicole Cooke             |
| 2009 | Emma Pooley              | Christiane Soeder        | Marianne Vos             |

## Ergebnisse 2007–2009
2007
- 1. Etappe am 20. Juni: Saint-Herblain – Saint-Gilles-Croix-de-Vie (59,5 km) ( Karin Thürig)
- 2. Etappe am 21. Juni: Base de Loisirs de Lambon – Lacs de Haute-Charente (126,5 km) ( Priska Doppmann)
- 3a. Etappe am 22. Juni: Soubise – La Tremblade (57,6 km) ( Priska Doppmann)
- 3b. Etappe am 22. Juni: Zeitfahren in Ambès (EZF, 19,9 km) ( Nicole Cooke)
- 4. Etappe am 23. Juni: Bergerac – Casteljaloux (92,8 km) ( Tanja Slate)
- 5. Etappe am 24. Juni: Cauterets – Arreau (67,5 km) ( Priska Doppmann)

Gesamtwertung:  Nicole Cooke 11:52:32 h
Punktewertung:  Priska Doppmann 98 Pkt.
Nachwuchswertung:  Olena Andruk 12:06:25 h
Mannschaftswertung:  Raleigh Lifeforce Creation 35:43:00 h
2008
- 1. Etappe am 17. Juni: Gent (Bel) – Lambersart (104,7 km) ( Diana Žiliūtė)
- 2a. Etappe am 18. Juni: Wallers – La Louvière (Bel) (59,5 km) ( Loes Markerink)
- 2b. Etappe am 18. Juni:  La Louvière (Bel) – Fourmies (90,6 km) ( Diana Žiliūtė)
- 3. Etappe am 19. Juni: Montdidier – Drancy (108,5 km) ( Diana Žiliūtė)
- 4. Etappe am 20. Juni: Orgelt – Clairvaux-les-Lacs (EZF, 37,7 km) ( Karin Thürig)
- 5. Etappe am 21. Juni: Lac d´Aiguebelette – Villard-de-Lans (106 km) ( Rasa Polikevičiūtė)
- 6. Etappe am 22. Juni:  Guillestre – Sestriere (Ita) (83,9 km) ( Christiane Soeder)

Gesamtwertung:  Christiane Soeder 16:21:35 h
Punktewertung:  Diana Žiliūtė 97 Pkt.
Bergwertung:  Jolanta Polikevičiūtė 87 Pkt.
Nachwuchswertung:  Elena Berlato 16:42:22 h
Mannschaftswertung:  Cervelo Lifeforce Pro Cycling Team 49:22:26 h
2009
- 1. Etappe am 18. Juni: Bressuire – Bressuire (EZF, 18,3 km) ( Emma Pooley)
- 2. Etappe am 19. Juni: Bressuire – Niort (62,5 km) ( Christiane Soeder)
- 3. Etappe am 20. Juni: Hagetmau – Pau (92,7 km) ( Emma Pooley)
- 4. Etappe am 21. Juni: Irun – Anglet (128 km) ( Marianne Vos)

Gesamtwertung:  Emma Pooley 7:24:36 h
Punktewertung:  Christiane Soeder
Bergwertung:  Maja Włoszczowska
Nachwuchswertung:  Marianne Vos 7:25:10 h